# Parque nacional Nymboi-Binderay

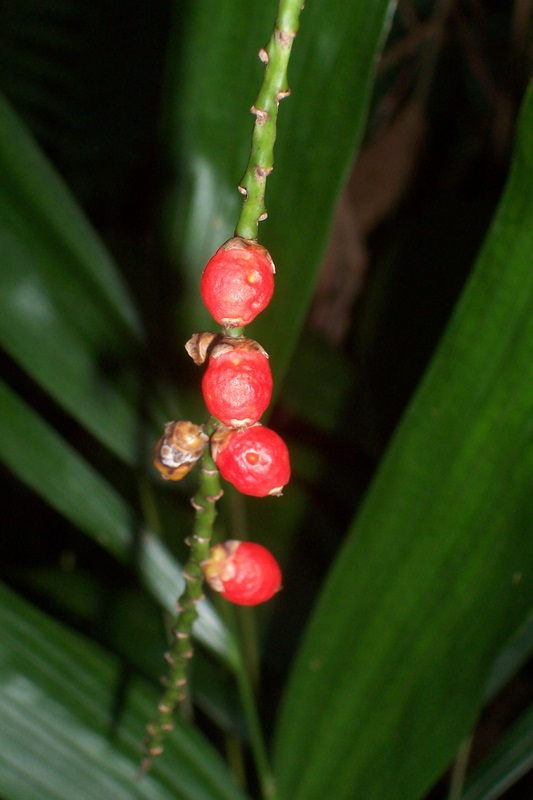
Planta Linospadix monostachya.

El Parque Nacional Nymboi-Binderay es un parque nacional en Nueva Gales del Sur (Australia), ubicado a 444 km al norte de Sídney.

## Ficha
- Área: 169 km²
- Coordenadas: 30°06′31″S 152°43′55″E / -30.10861, 152.73194
- Fecha de Creación: 1 de enero de 1997
- Administración: Servicio Para la Vida Salvaje y los Parques Nacionales de Nueva Gales del Sur
- Categoría IUCN: II